# Моноплакофоре
{{automatic taxobox
| image = Pilina unguis 2.jpg
| image_caption = 
| fossil_range = рани камбријум - девон
| taxon= Monoplacophora
| authority = Odhner, 1940
| includes = 
- -{Cyrtonellida
- Tryblidiida
- Pelagiellida}-

}}Моноплакофоре (Monoplacophora) су мекушци који имају љуштуру изграђену само од једног дела. За њих је карактеристична сегментација унутрашњих органа: шкрга, нефридија и мишића. Придаје им се велики значај јер се сматрају еволуционом везом између прстнастих црва, који су сегментисани и мекушаца који нису.
До 1952. били су познати само фосили из ове класе, а онда је пронађена у Тихом океану врста Neopilina. Neopilina представља живи фосил и значајна је за разумевање еволуције мекушаца.

## Класификација
Ред Tryblidioidea
- - породица Laevipilinidae
    - род Laevipilina. H. McLean, 1979

  - породица Monoplacophoridae
    - род Monoplacophorus L. I. Moskaslev, Y. A. Starobogatov & Z. A. Filatova, 1983

  - породица Neopilinidae
    - род Neopilina H. Lemche, 1957
      - подрод Lemchephila L. I. Moskalev, Y. A. Starobogatov & Z. A. Filetove, 1983
      - подрод Lemchephyala (= Lemchephila) L. I. Moskalev, Y. A. Starobogatov & Z. A. Filetove, 1983

    - род Micropilina
    - род Rokopella
    - род Veleropilina

  - породицаTryblidiidae
    - потпородица Neopilininae
      - род Neopilina H. Lemche, 1957
        - подрод Neopilina
          - врста Neopilina galathea H. Lemche, 1957
          - врста Neopilina veleronis R. J. Menzies & W. Layton, 1963

    - потпородица Tryblidiinae

  - породица Vemidae
    -       - род Vema. H. Clarke & R. J. Menzies, 1959
        - врста Vema ewingi. H. Clarke & R. J. Menzies, 1959